# 東京都立日本橋高等学校

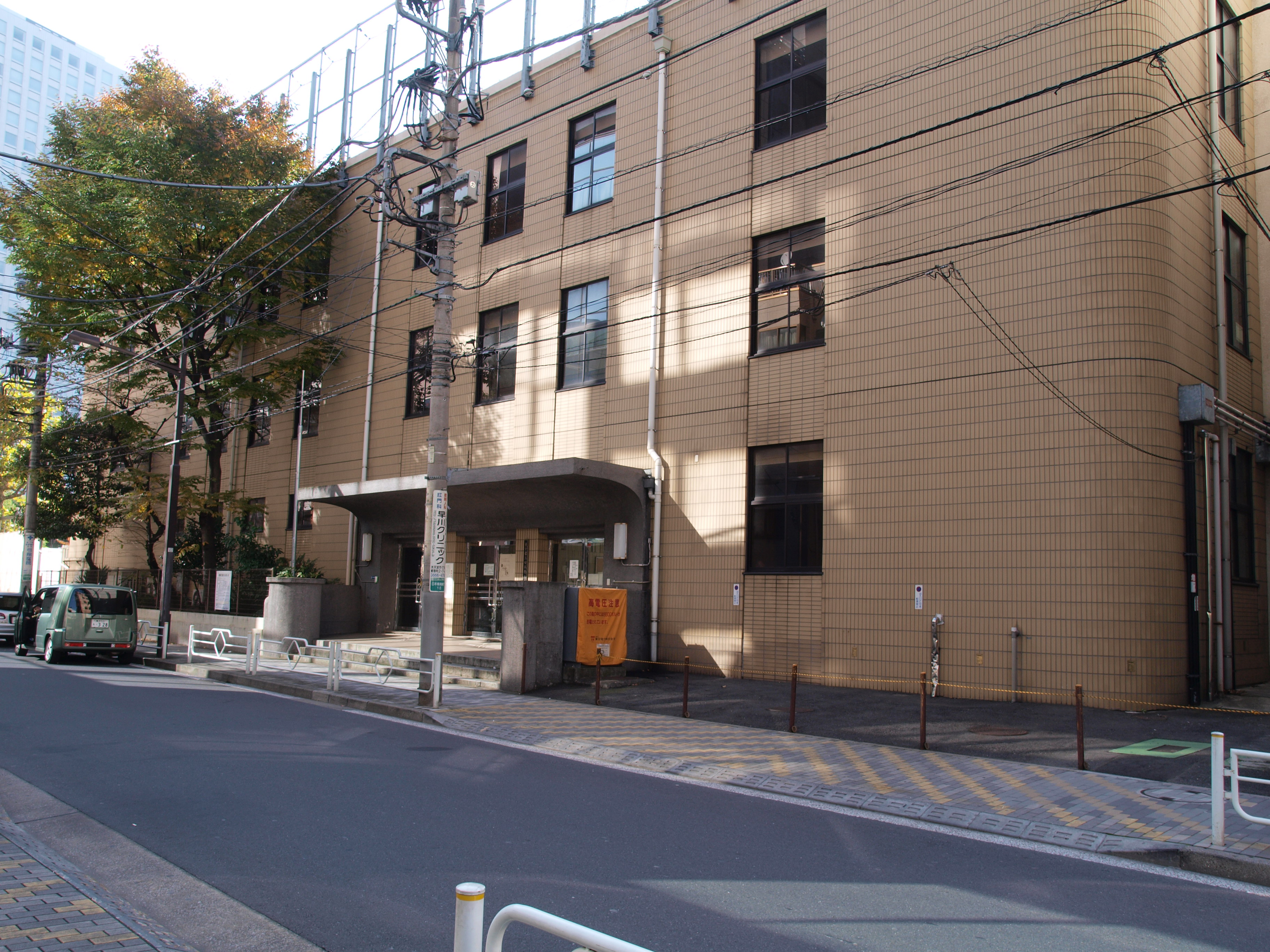
日本橋箱崎町旧校舎（2009/11/23撮影）

東京都立日本橋高等学校（とうきょうとりつ にほんばしこうとうがっこう）は、東京都墨田区八広一丁目にある東京都立高等学校。
校名はかつて中央区日本橋に所在していたため。

## 概要
ボランティア活動を重視しており、手話や点字を学ぶことができる（ボランティア部において）ほか、幼児音楽など多彩な科目（3年生の必修選択授業において）を設けている。2018年9月現在 臨時増学級により、1年7クラス、2年7クラス、3年6クラスとなる。同校と葛飾野高は共に旧制府立十七中を前身とし、その後分かれた。2009年4月に東京都中央区日本橋箱崎町18-14より墨田区八広の東京都立向島商業高等学校跡地へ移転した。

## 設置課程
- 全日制課程
  - 普通科

## 沿革
- 1940年1月12日 - 東京府立第十七中学校設置認可（府立七中（現︰墨田川高）内）
- 1940年9月13日 - 敷地の決定（葛飾区亀有一丁目1765番地外58筆）
- 1942年1月31日 - 東京府立葛飾中学校と改称
- 1942年10月1日 - 東京府立第二化学工業学校跡に移転（東京府東京市向島区寺島町三丁目106番地）
- 1943年7月1日 - 都制実施に伴い東京都立葛飾中学校と改称
- 1944年4月1日 - 旧東京市立箱崎小学校（旧校舎）に移転（東京都日本橋区箱崎町三丁目1番地）
- 1947年2月6日 - 東京都立日本橋中学校設立決定（中央区箱崎町三丁目1番地（従来の東京都立葛飾中学校内において））
- 1947年4月1日 - 東京都立日本橋中学校開校（東京都立葛飾中学校の教職員・生徒及び卒業生を引き継ぐ）
- 1947年5月24日 - 校章制定
- 1948年4月1日 - 学制改革により、東京都立日本橋新制高等学校と改称、夜間定時制課程を設置。校長に甘蕉普済（1898年福井生まれ、東大史学科卒）[1]。
- 1950年1月28日 - 東京都立日本橋高等学校と改称
- 1950年10月19日 - 校歌制定発表会（作詞　土岐善麿、作曲　信時潔）
- 2009年4月1日 - 東京都立向島商業高等学校跡に移転

## 交通
- 京成線京成曳舟駅 徒歩5分
- 東武伊勢崎線・亀戸線曳舟駅 徒歩10分
- 都営バス 里22 明治通りから徒歩3分

## 著名な出身者
- 小宮山重四郎 - （元政治家）
- 土橋正幸 - （元プロ野球選手、ヤクルトスワローズ監督など）
- 車田正美 - （漫画家、リングにかけろ・聖闘士星矢など）
- 森且行 - （元SMAP、オートレーサー）
- 町永俊雄 - （NHKアナウンサー）
- 森田仁 - （芸人、タレント）
- 西村冴太郎 - （YouTuber（ムーマル.こた））
- 岡本信治郎 - (画家）